# Parafia Wniebowstąpienia Pana Jezusa w Cyganach
Parafia Wniebowstąpienia Pana Jezusa w Cyganach – parafia rzymskokatolicka w diecezji elbląskiej. 
Erygowana 1 marca 1995 roku przez biskupa elbląskiego Andrzeja Śliwińskiego z terenu parafii Najświętszego Serca Pana Jezusa w Gardei.
Na obszarze parafii leżą miejscowości należące do gminy Gardeja: Cygany, Bądki, Czachówek, Krzykosy, Otłówko, Rozajny, Szczepkowo, Zebrdowo. 
Kościół parafialny w Cyganach został wybudowany w 1987 roku i poświęcony 30 października 1994 roku.
Od 10 maja 2021 proboszczem parafii jest ks. dr Waldemar Maliszewski.